# 堀田正頌

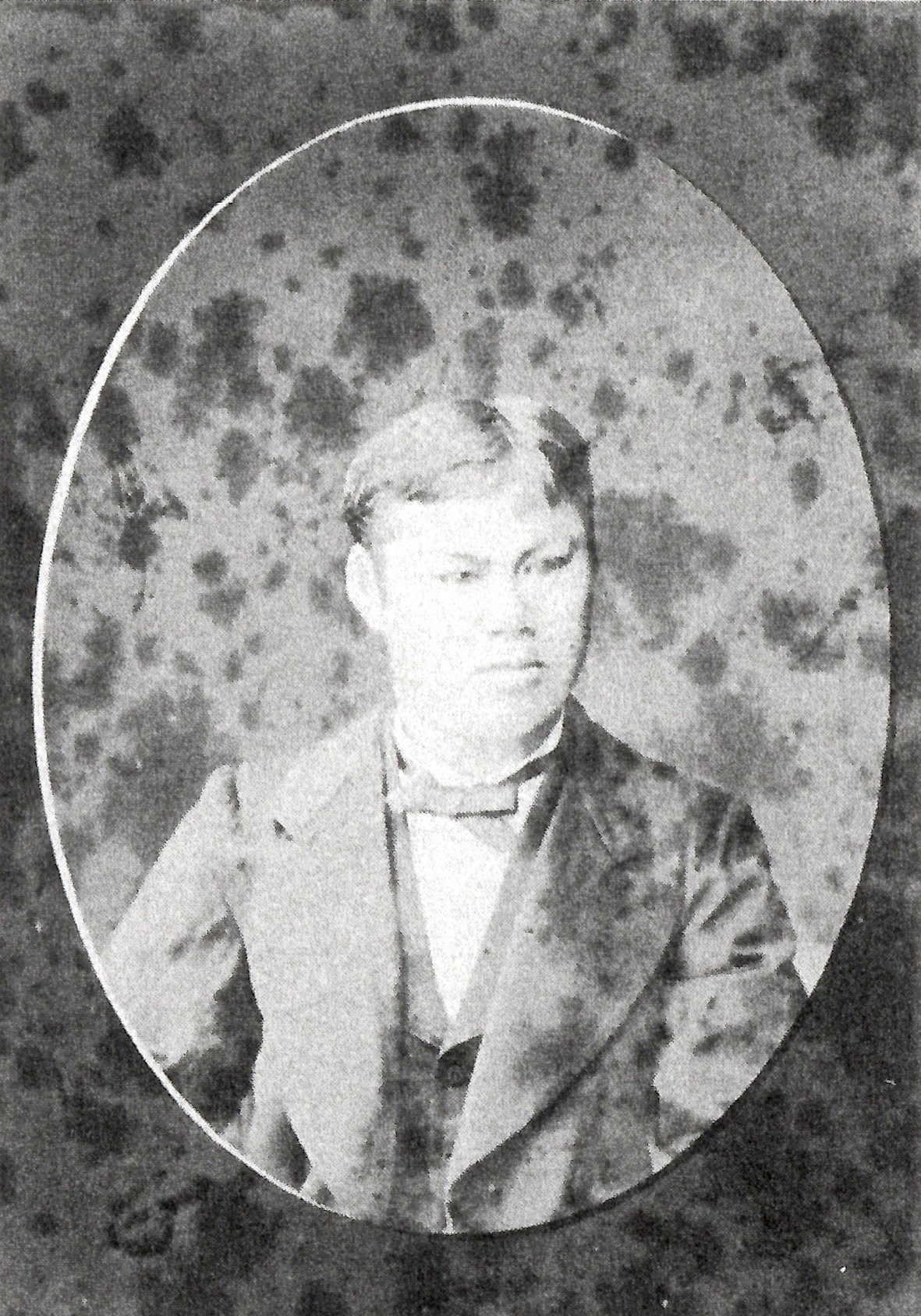
堀田正頌

堀田 正頌（ほった まさつぐ、天保13年11月13日（1842年12月14日） - 明治29年（1896年）5月11日）は、下野国佐野藩の最後の藩主。堀田家正高流分家8代。
堀田正修の長男。官位は従五位下、左京亮、摂津守、信濃守。

## 生涯
父が早世したため、嘉永3年（1850年）2月9日に祖父の正衡の継嗣となる。安政元年（1854年）11月29日、祖父の死去により13歳で家督を継いだ。若年のため、西村茂樹が補佐役となって藩政を取り仕切った。藩校・観光館を設立するなど、優れた政治手腕を見せている。安政4年（1857年）9月15日、将軍徳川家定に拝謁する。同年12月16日、従五位下・摂津守に叙任する。後に右京亮、摂津守に改める。
慶応4年（1868年）4月4日、新政府軍に武器を献上する。同年10月23日、明治天皇に拝謁する。明治2年（1869年）6月22日、版籍奉還により佐野藩知事に任じられた。明治4年（1871年）7月15日、廃藩置県により退任する。同年9月6日、東京に移住する。1884年（明治17年）7月8日、子爵を叙爵した。

## 家族
父母
- 堀田正修（父）

養子
- 堀田正路 - 北条氏恭の次男